# 田中調節池
田中調節池（たなかちょうせつち）は、千葉県柏市、我孫子市にまたがる調整池。利根川と鬼怒川の合流点下流の右岸側（北緯35.909277度0分0秒 東経139.981305度0分0秒 / 北緯35.90928度 東経139.98130度）
に位置する。面積11.75平方キロメートル、治水容量6068万立方メートル。

## 概要
田中調節池は、鬼怒川の合流点（北緯35.959478度0分0秒 東経139.932563度0分0秒 / 北緯35.95948度 東経139.93256度）にある菅生調節池とともに1926年（大正15年）に鬼怒川改修計画の一環として立案、1960年（昭和35年）に概成した。調節池の敷地は、昭和初期の段階で湿地や沼沢地であったが、第二次世界大戦後は食糧難から開拓が進むなど土地利用が進んだ。このため調整池の計画も調整を余儀なくされた歴史がある。その後、利根川の対岸（北緯35.924323度0分0秒 東経139.980268度0分0秒 / 北緯35.92432度 東経139.98027度）に完成した稲戸井調節池と合わせて利根川本流の調整機能を支えている。
2019年10月の令和元年東日本台風（台風19号）による出水時には、田中調節池内の農地が完全に水没する水量を引き受けるなど、他の2調節池（菅生調節池と稲戸井調節池）とともに東京ドーム約72杯分と過去最大を調整量を記録した。